# Грубешовский уезд
Грубешовский уезд — административная единица в составе Люблинской губернии Российской империи, существовавшая с 1837 по 1919 год. Административный центр — город Грубешов.

## История
Уезд образован в 1837 году в составе Люблинской губернии Российской империи. В 1912 году уезд передан в состав вновь образованной Холмской губернии. В 1919 году преобразован в Хрубешувский повят Люблинского воеводства Польской республики.

## Население
По переписи 1897 года население уезда составляло 101 392 человек, в том числе в городе Грубешове — 10 639 жителей, в безуездном городе Дубенке — 4799.

### Национальный состав
Национальный состав по переписи 1897 года:
- малоросcы — 60 413 чел. (59,6 %),
- поляки — 23 387 чел. (23,1 %),
- евреи — 14 745 чел. (14,5 %),
- русские — 1889 чел. (1,9 %),

## Административное деление
В 1913 году в состав уезда входило 14 гмин: 
| - Белополье — с. Белополье, - Вербковице — с. Вербковице, - Городловская — пос. Городло, - Грабовец — д. Дворжиско, - Грубешов — с. Дьяконово, - Долгобычев — с. Долгобычев, - Крылов — пос. Крылов, | - Ментке — с. Сагрынь, - Мирче — с. Мирче, - Мёнчин — с. Миончин, - Молодятыче — с. Молодятыче, - Монятыче — с. Монятыче, - Меняны — с. Меняны, - Ярославец — с. Ярославец, |